# Nardoglossus sanctibernardini
Nardoglossus sanctibernardini è un pesce osseo estinto, appartenente ai gonorinchiformi. Visse nel Cretaceo superiore (Campaniano - Maastrichtiano, circa 72 milioni di anni fa) e i suoi resti fossili sono stati ritrovati in Italia.

## Descrizione
Questo pesce era di grandi dimensioni: l'olotipo, un esemplare completo, era lungo circa 60 centimetri. Era un pesce dalla forma del corpo slanciata, vagamente simile a un salmone e dalla testa terminante in un muso relativamente corto e appuntito. La pinna dorsale si trovava all'incirca a metà del corpo e non era molto alta, mentre la pinna caudale era ampia e dotata di due grandi lobi molto biforcuti. Le pinne pelviche, di piccole dimensioni, erano esattamente al di sotto di quella dorsale. Nardoglossus era caratterizzato principalmente da osso frontale allungato, osso parietale ridotto a un tubo osseo, osso palatino e osso quadrato molto piccoli. Entopterigoide ed ectopterigoide erano molto lunghi e sovrastavano il quadrato e il metapterigoide. Le fauci erano piccole, e la bocca era posta in posizione leggermente ventrale. L'articolazione tra la mandibola e il quadrato era situata al livello del margine orbitale anteriore. L'opercolo era poco sviluppato ed era presente un subopercolo.  
Nardoglossus differisce da qualunque altro gonorinchiforme noto per alcune caratteristiche: la sua premascella e l'osso dentale erano dotati di numerosi denti lunghi, appuntiti e sottili, una caratteristica anatomica che non si riscontra in alcun gonorinchiforme noto. Era inoltre presente un'enorme piastra linguale dentata opposta a un parasfenoide dentato. Lo scheletro caudale, inoltre, era insolito: la prima vertebra preurale  le vertebre urali 1 e 2 non erano fuse, erano presenti tre uroneurali, il primo uroneurale era fuso al primo preurale (formando un pleurostilo) e gli ipurali ventrali erano articolati con il primo urale e non vusi con esso. 

## Classificazione
Nardoglossus sanctibernardini venne descritto per la prima volta nel 2018, sulla base di un esemplare completo e ben conservato ritrovato nei pressi di Nardò, in provincia di Lecce. Inizialmente questo esemplare divenne noto informalmente come "Chanos sanctibernardini", ma la descrizione ufficiale del 2018 mise in luce numerose caratteristiche osteologiche molto differenti dall'attuale genere Chanos, tali da giustificare l'istituzione di una famiglia a sé stante (Nardoglossidae) oltre che di un nuovo genere, Nardoglossus. 
Nardoglossus è l'unico gonorinchiforme dalle mascelle dentate noto e, a causa del suo scheletro caudale, sembrerebbe essere il più arcaico tra tutti i Gonorynchoidei conosciuti. 